# Claudia Gasparovic
Claudia Gasparovic (* 28. Oktober 2004) ist eine österreichische Tennisspielerin.

## Karriere
Gasparovic spielt bislang vor allem Turniere der ITF Junior Tour sowie seit 2023 der ITF Women’s World Tennis Tour, wo sie aber noch keinen Titel gewinnen konnte.
2016 erreichte sie die Viertelfinals der U12-Turniere Terme Ptuj Open in Ptuj und des Croatia Cup in Čakovec. 2017 erreichte sie das Viertelfinale des U14-Turniers Bludenz European Junior Open Bludenz European Junior Open in Bludenz. 2018 erreichte die das Halbfinale des U14 Jufa OTV Europe Junior Tour-Events in Fürstenfeld und das Finale des U14 Iraklio Junior Tour in Iraklio.
2021 erreichte sie die Halbfinals des J30 in Banja Luka und des J100 in Maria Lanzendorf. 2022 erreichte sie im April das Finale des J5 in Wien und im Mai das Halbfinale des J200 in St. Pölten. Ende Mai spielte sie ihr erstes mit 15.000 US-Dollar dotierte ITF-Turnier in Annenheim, wo sie in der ersten Runde mit 1:6 und 2:6 gegen Sylvie Zünd verlor. Danach blieb sie bei zwei weiteren Jugendturnieren sieglos.
2023 spielte sie nur zwei Turniere im Oktober und Dezember, verlor aber bei beiden Turnieren bereits in der ersten Runde.
2024 startete sie im April und Mai bei den ersten höherklassigen Turnieren, den W35 Villach 2024, W35 Annenheim 2024 und W35 Klagenfurt 2024, wobei sie in Annenheim und Klagenfurt die zweite Runde erreichen konnte. Im August erhielt sie eine Wildcard für das Hauptfeld der mit 60.000 US-Dollar dotierten Ladies Open Amstetten, verlor aber bereits in der ersten Runde gegen Anna Pircher.

## Weltranglistenpositionen am Saisonende
| Jahr   | 2024 |
| ------ | ---- |
| Einzel | 1127 |
| Doppel | 1032 |